# Поступка
Поступка — распространённая в XVII—XVIII веках операция неравноценного обмена земли между крупными землевладельцами и однодворцами
полулегального характера, использовавшаяся наравне с меной и закладом.
Поступка помогала обойти ограничительное законодательство и сословные рамки Русского государства и позволяла крупным землевладельцам мобилизовать поместные земли в своих руках.
Практика поступок подрывала институт мелкопоместного владения, который являлся основой комплектования армии.
Несмотря на противодействие Закона во второй половине XVIII вв. поступка стала господствующей формой отчуждения имущества.

## Суть и схема махинации № 1
Официально оформлялся обмен лучшего или большего участка земли однодворца на худший или меньший участок крупного землевладельца. После совершения официальной сделки бывший владелец получал денежную компенсацию от приобретателя.

## Классический пример поступки
В 1697 г. один из рязанских рейтар «променял» стольникам А. Д. Кобякову и К. Я. Ржевскому 63 четверти на 2 четверти с четвериком неудобной земли в разных местах и тут же 

те выменные поместья покинул «в пусто», переехав жить в Воронежский уезд— ЦГДА Ф. 210, Ст. Белгород. ст. №78, л. 44

## Борьба государства с поступками вXVIIв
Соборное уложение 1649 года разрешало такие сделки только по именному царскому указу и исключительно из рук отставленных дворян, а также вдов и дочерей помещиков.
Подобное решение объяснялось заботой о стариках и сиротах, на самом деле государство заботилось о перераспределении поместного фонда в пользу боеспособных мужчин, с тем что бы земля не выходила из службы. Сдача поместий неотставленными служивыми людьми категорически запрещалась, виновных били батогами. (ПСЗ, т. 1. № 583).
5 марта 1667 г. состоялся указ по которому Поместный приказ получил полномочие «по поступке и по допросным речам» старых владельцев оформлять имения на имя тех лиц, кому передавалась земля, «а родственникам в тех поместьях и вотчинах отказывать.» (ПСЗ, т. 1. № 402).
Характерно что аргументировалось разрешение ссылкой на «полюбовный характер таких сделок».
В августе 1677 г. в новоуказанных статьях о поместьях и вотчинах право поступки вновь ограниченно. Разрешено сдавать не более половины поместья, другая должна была оставаться за служивым человеком.
Таким образом, в течение десятилетия правительству стала очевидна опасность перераспределения земель в пользу крупных владельцев, ведшая в конечном итоге к ослаблению армии.
Однако закон оказался не жизнеспособным.
Уже 26 января 1678 г. издан указ, по которому поместье несостоятельного должника оценивалось и передавалось кредитору в иск. (ПСЗ, т. 2. № 717) Это открывало лазейку для скрытой продажи имущества.
Указ от 1 апреля 1685 г. поступка вновь ограничивалась. Поступка за деньги запрещалась. Безденежная допускалась при передаче лишь половины поместья, при этом «поступные чети» засчитывались в оклады, если поступщик получал придачу из родственных, выморочных или порозжих земель. Исключение по прежнему делалось для « отставленных дворян, вдов, девок». Но были утверждены все сделки на поступку, заключенные до апреля 1685 г.
Законом от 23 января 1698 г. снова была запрещена раздача чужеродцам без именного царского указа выморочных поместий и вотчин, «прописных и утаенных» поместий, а также поместий полученных сверх оклада. (ПСЗ т. 2. № 1070)

## Схема махинации № 2
Мелкопоместный дворянин брал в долг денежные средства равные стоимости его земли, а затем через суд, в уплату долга передавал надел «истцу».

## Оценка поступок в правительственной переписке
Масштабы мобилизации земли в переписке воевод и правительства оцениваются как 

помесные свои земли и крестьян поступаютца все без остатку и в обмен дают и зделки чинят и от тоо многие оскудали...— ЦГДА ф. 210. Ст. Поместного стола № 164. л. 295
Однодворцы рассматривались государством не как собственники, а лишь как неполноправные владельцы недвижимости.

## Особая терминология
Выработалась для обозначения регистрации сделок в Москве и по городам, отражавшая их характер:
- При обмене поместий — «расписывались».
- При поступке — «справливались».
- При продаже и закладе — «записывались».

Поместья как и вотчины стали различаться не только по родовому признаку, но и по способу отчуждения: дедовские, отцовские, приданные, прожиточные, меновные, продажные, поступные, снимочные и др.

## Социальная база
Поступщики:

Вдовы, старики, дети умерших однодворцев, то есть обедневшие или осиротевшие лица не способные обеспечивать службу с поместья.

Приобретатели:

дворяне и подьячие.

Получателями поступной земли могли выступать и обедневшие элементы, подолгу жившие в батраках, для накопления денег.

## Аналог в современной России
Стоимость квартир и земельных участков по государственной и рыночной цене различается во много раз и создает криминальное поле для многочисленных преступлений и махинаций.